# غورغيانا غودارد كينغ
غورغيانا غودارد كينغ (بالإنجليزية: Georgiana Goddard King)‏ هي مصورة وكاتِبة وأستاذة جامعية أمريكية، ولدت في 5 أغسطس 1871 في ويست كولومبيا في الولايات المتحدة، وتوفيت في 4 مايو 1939 في هوليوود في الولايات المتحدة.